# 瓦雷澤車站
瓦雷澤車站（義大利語：Stazione di Varese）是義大利伦巴第大区瓦雷澤的一座鐵路車站，啟用於1865年。車站位於靠近市中心的里雅斯特廣場，是來自加拉拉泰、切雷西奧港和門德里西奧的鐵路線的終點站。